# کارآگاه (فیلم ۲۰۰۷ هندی)
«کارآگاه» (انگلیسی: Detective (2007 film)) یک فیلم است که در سال ۲۰۰۷ منتشر شد.